# Jiří Neužil
Jiří Neužil (* 12. června[zdroj?] 1958) je český chemik a biolog, který se zabývá biologií nádorových buněk. Působí v Praze v Laboratoři molekulární terapie Biotechnologického ústavu Akademie věd České republiky a v Austrálii na Griffith University v Southportu. Se svým týmem objevil několik nadějných účinných látek v oblasti léčby rakoviny, dvě látky jsou ve stádiu přípravy na klinické testy.
Jiří Neužil vystudoval VŠCHT v roce 1985, v roce 1988 získal titul CSc. v Mikrobiologickém ústavu. V roce 1991 odjel do Austrálie, kde šest let působil v Heart Research Institute v Sydney. V roce 1998 se vrátil s rodinou do Evropy, působil v Mnichově a na univerzitě ve švédském Linköpingu. Od roku 2002 působí na Griffith University v australském Southportu (od roku 2006 je tam docentem a od roku 2009 profesorem). Působí také v Praze v Laboratoři molekulární terapie Biotechnologického ústavu Akademie věd České republiky. Je ženatý a má dvě dcery.
První nadějná látka ze skupiny vitamínu E. Má protirakovinný účinek bez sekundární toxicity, na jejím základě je připravován lék na dosud neléčitelný mezoteliom a na karcinom prsu. Látka je ve stádiu přípravy na klinické testy.
Druhou nadějnou látkou je látka založená na tamoxifenu. Pozměněná látka napadá mitochondrie nádorových buněk. Na jejím základě je připravován lék opět na karcinom prsu. Výzkumy látky MitoTam od raných fází finančně podporuje také Karel Komárek starší. Později do projektu také investovala KKCG Karla Komárka mladšího, která drží 50 % projektu. 25 % drží Karel Komárek starší, po 12,5 % pak Neužilova firma MitoTAX a Biotechnologický ústav. Klinické testy látky mají začít v roce 2017.